# Alfred Dompert
Alfred Dompert (ur. 24 grudnia 1914 w Stuttgarcie, zm. 11 sierpnia 1991 tamże) – niemiecki lekkoatleta (długodystansowiec), medalista olimpijski z 1936.
Zdobył brązowy medal w biegu na 3000 metrów z przeszkodami na igrzyskach olimpijskich w 1936 w Berlinie za reprezentantami Finlandii Volmarim Iso-Hollo i Kaarlo Tuominenem.
Był mistrzem Niemiec, a później RFN w tej konkurencji w latach 1937, 1947 i 1950, a także w sztafecie 4 × 1500 metrów w 1934. W biegu na 1500 metrów był wicemistrzem w 1941 i brązowym medalistą w 1935.
W 1950 był pierwszym laureatem Nagrody im. Rudolfa Harbiga przyznawanej niemieckiemu lekkoatlecie, który powinien stanowić wzór dla młodzieży.